# Sysykoll
Sysykoll (Synchrones System von Kollektivsymbolen) ist ein von dem Literaturwissenschaftler Jürgen Link im Rahmen der von ihm entwickelten Kollektivsymboltheorie geprägter diskurstheoretischer Begriff. 

## Begriff
Dem Sysykoll zugrunde liegen die sogenannten Kollektivsymbole, kulturelle Stereotype, die gemeinsam die Gesamtheit der Bildelemente – die „Bildlichkeit“ – einer Kultur umfassen. Aus ihnen ergeben sich verschiedene nebeneinander existierende Bildfelder (z. B. Wald, Militär, Haus, Ballon, Auto, Fußball, Festung), die sich zu einem übergeordneten System, einem „prozessierenden Regelwerk“, dem Sysykoll, verbinden, aus dem wiederum sich Argumentationsketten und Narrative ableiten lassen und das so den gesamtgesellschaftlichen Diskurs zusammenhält. Entsprechend beschreibt Link das Sysykoll als „kitt der gesellschaft“ und „symbolische[s] sinnbildungsgitter“. Organisiert im Sysykoll, liefern die Kollektivsymbole somit „das Bild, das wir uns von der gesellschaftlichen Wirklichkeit machen“.

## Funktion
Zentrales Gestaltungsmittel der Kollektivsymbolik und damit des Sysykolls sind Bildbrechungen (Katachresen). „Diese funktionieren in der Weise, dass sie Zusammenhänge zwischen Aussagen und Erfahrungsbereichen stiften, Widersprüche überbrücken, Plausibilitäten erzeugen etc.“ Die durch Katachrese aneinander gekoppelten Kollektivsymbole ziehen sich mit Jägers Worten „wie ein Netz über die Diskurse“ und verleihen ihnen „außerordentliche Festigkeit“. Da das Kollektivsymbol über die Grenzen der Spezialdiskurse hinaus wirkt, ist das Sysykoll laut Link auch „ein tragendes Element des inter-diskurses“ und damit ein „tragendes element der kultur“.

## Bedeutung
Siegfried Jäger erkennt im Sysykoll ein „Interpretations- und Deutungsraster für die gesellschaftliche Wirklichkeit“. Es werde kollektiv gelernt und angewendet und präge damit entscheidend die Sicht sowohl einzelner Subjekte als auch ganzer Bevölkerungen auf die Gesellschaft. Das Sysykoll habe hohes Gewicht für die individuelle Urteilsbildung, für die Verfestigung von „Wissen“ und für das daraus sich ableitende Handeln.  